# XI. Kelemen pápa
XI. Kelemen pápa (Urbino, 1649. július 23. – Róma, 1721. március 19.), született Giovanni Francesco Albani, a 243. katolikus pápa 1700-tól haláláig.
Dél-itáliai albán (arberes) származású volt.

## Ex illa die bullája
1715-ben bocsátotta ki az Ex illa die bullát. Ebben kínai (konfuciánus) társadalmi szokásokat – az ősök tábláinak tiszteletét – bálványimádásként ítélte el. Erről 1717. április 16-án hallottak először a császár Kang-hszi tanácsosai. Azt tanácsolták neki, hogy – a keresztények részéről Kínát ért sérelem miatt és az ősök tiszteletének teljes tagadása következtében – száműzzék az összes misszionáriust, a templomokat rombolják le, az áttérteket pedig kényszerítsék az új hit elhagyására. A császár vonakodva ugyan, de elfogadta javaslataikat.
1939-ben, mikorra a kínai misszió megszűnt, a hit terjesztésének Szent Kongregációja kinyilvánította, hogy az idők változtak. A kínaiak biztosították őket afelől, hogy az ősök tiszteletében semmi vallásos elem nincsen. A keresztény hitre térteknek nem kell abbahagyni őseik tiszteletét.

## Művei
- Documenta Catholica Omnia (latin nyelven). Cooperatorum Veritatis Societas. (Hozzáférés: 2011. december 6.)

## Művei magyarul
- Szent József zsolozsmájából In: Sík Sándor: Himnuszok könyve, Szent István Társulat, Budapest, 1943, 457–461. o.